# Morphin
Morphine là một loại thuốc giảm đau thuộc họ thuốc phiện được tìm thấy tự nhiên trong một số thực vật và động vật, bao gồm cả con người. Morphine tác động trực tiếp lên hệ thần kinh trung ương (CNS) để giảm cảm giác đau. Nó có thể được dùng để điều trị cho cả đau cấp tính và đau mãn tính. Morphine thường được sử dụng để giảm đau do nhồi máu cơ tim và trong khi chuyển dạ. Nó có thể được đưa vào cơ thể qua đường miệng, bằng cách tiêm vào cơ bắp, tiêm dưới da, tiêm tĩnh mạch, tiêm vào khoảng trống xung quanh tủy sống hoặc trực tràng. Hiệu quả tối đa đạt được sau khoảng 20 phút khi tiêm tĩnh mạch và sau 60 phút khi được đưa qua miệng, trong khi thời gian có hiệu lực là 3-7 giờ  Công thức tác dụng dài hơn cũng tồn tại.
Các tác dụng phụ nghiêm trọng bao gồm giảm nỗ lực hô hấp và huyết áp thấp. Morphine gây nghiện và dễ bị lạm dụng. Nếu giảm liều sau khi sử dụng lâu dài, các triệu chứng cai nghiện opioid có thể xảy ra. Các tác dụng phụ thường gặp bao gồm buồn ngủ, nôn và táo bón. Thận trọng khi sử dụng trong khi mang thai hoặc cho con bú, vì morphin có thể ảnh hưởng đến em bé.
Morphine lần đầu tiên được Friedrich Sertürner phân lập trong khoảng thời gian từ năm 1803 đến 1805. Điều này thường được cho là sự cô lập đầu tiên của một hoạt chất từ thực vật. Merck Group bắt đầu tiếp thị nó vào năm 1827. Morphine được sử dụng rộng rãi hơn sau khi phát minh ra ống tiêm dưới da vào năm 1853 – 1855. Sertürner ban đầu đặt tên chất morphium theo tên của vị thần trong giấc mơ Hy Lạp, Morpheus, vì chất này có xu hướng gây ngủ.
Nguồn chính của morphin là phân lập từ cây anh túc. Trong năm 2013, khoảng 523 tấn morphine đã được sản xuất. Khoảng 45 tấn đã được sử dụng trực tiếp để giảm đau, tăng gấp 4 lần trong 20 năm qua. Hầu hết việc sử dụng morphine cho mục đích này là trong thế giới phát triển. Khoảng 70% morphine được sử dụng để tạo ra các loại thuốc phiện khác như hydromorphone, oxymorphone và heroin. Đó là một loại thuốc cấm Schedule II ở Hoa Kỳ, Loại A ở Vương quốc Anh, và Bảng I ở Canada. Nó nằm trong Danh sách các loại thuốc thiết yếu của Tổ chức Y tế Thế giới. Morphine được bán dưới nhiều tên thương mại. Trong năm 2017, đây là loại thuốc được kê toa phổ biến thứ 155 ở Hoa Kỳ, với hơn 4 triệu đơn thuốc.

## Sử dụng trong y tế

### Giảm đau
Morphine được sử dụng chủ yếu để điều trị cả đau cấp tính và đau mãn tính. Thời gian giảm đau của nó là khoảng 3 đến 7 giờ. Tác dụng phụ của nó là buồn nôn và táo bón hiếm khi đủ nghiêm trọng để phải ngừng điều trị.
Nó được sử dụng để giảm đau do nhồi máu cơ tim và đau chuyển dạ. Tuy nhiên, có những lo ngại rằng morphin có thể làm tăng tỷ lệ tử vong trong trường hợp nhồi máu cơ tim không ST chênh lên. Morphine cũng được sử dụng theo truyền thống trong điều trị phù phổi cấp. Tuy nhiên, một đánh giá năm 2006 đã tìm thấy rất ít bằng chứng để hỗ trợ việc điều trị này. Một đánh giá của Cochrane năm 2016 đã kết luận rằng morphin có hiệu quả trong việc giảm đau do ung thư.

### Khó thở
Morphine có lợi trong việc giảm triệu chứng khó thở do cả nguyên nhân gây ung thư và không ung thư. Trong tình trạng khó thở khi nghỉ ngơi hoặc gắng sức tối thiểu từ các tình trạng như ung thư tiến triển hoặc các bệnh về tim mạch giai đoạn cuối, morphine giải phóng liều thấp thường xuyên, giảm đáng kể một cách an toàn, với lợi ích của nó được duy trì theo thời gian.

### Rối loạn sử dụng opioid
Morphine cũng được dùng như là một công thức giải phóng chậm cho liệu pháp thay thế thuốc phiện (OST) ở Áo, Đức, Bulgaria, Slovenia và Canada cho những người nghiện không thể dung nạp được methadone hoặc buprenorphin.

## Dược động học
Morphine hấp thu tốt ở đường tiêu hóa, tác dụng nhanh sau khi uống 30-60 phút. Bị chuyển hóa ở gan. 1% liều dùng qua được hàng rào thần kinh trung ương. Thải trừ 30% qua thận, một phần nhỏ thải qua dịch vị, dịch mật theo phân ra ngoài, một phần qua mồ hôi, sữa, nước bọt. Thải nhanh trong 6 giờ đầu. Có thể có chu kỳ gan - ruột gây tích lũy thuốc.

## Receptor của morphine và các opiat khác
Trong não, receptor chủ yếu nằm ở hệ viền (não cảm xúc). Receptor cũng tập trung ở vùng dưới đồi và đồi thị, nhân đuôi. Chất xám quanh não có ái lực cao với opiat, nếu tiêm thẳng morphine vào vùng đó sẽ gây giảm đau rõ rệt.
Ở trục thần kinh vùng dẫn truyền và tập hợp cảm giác đau có nhiều receptor. Receptor còn tập trung ở mô thần kinh chi phối ruột (đám rối Auerbach), nhất là hồi tràng, điều này cắt nghĩa tác dụng kinh điển của opiat trên hệ tiêu hóa.
Receptor của các opiat có nhiều loại (muy-μ, delta-δ, kappa-κ, sigma-σ), nhưng receptor μ quyết định tác dụng trung ương của opiat, và receptor δ quyết định tác dụng ngoại vi của morphine. Receptor của morphine cũng chính là receptor của các dẫn xuất morphine và các opiat tổng hợp khác.
Receptor gồm có:

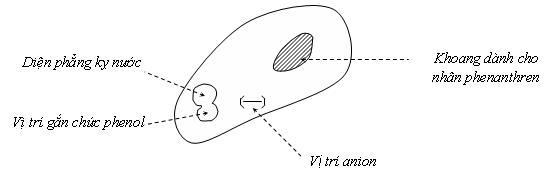
Cấu tạo receptor của morphine

- Một diện phẳng kỵ nước gắn với nhân thơm của morphine bằng liên kết Van der – Waals, phối hợp với một vị trí gắn chức phenol.
- Một vị trí anion liên kết ion với chức amin ở cấu trúc piperidin của morphine.
- Một khoang dành cho nhân phenanthren của phân tử morphine.

## Tác dụng
Morphine tác dụng chọn lọc và trực tiếp tế bào thần kinh trung ương, nhất là vỏ não với nhiều trung khu bị ức chế: trung khu đau, trung khu hô hấp, trung khu gây ho... Nhưng có trung khu lại bị kích thích nên gây nôn, co đồng tử, chậm nhịp tim...

### Tác dụng giảm đau
- Morphine ức chế vỏ não và các trung khu ở gian não, ức chế cảm giác đau một cách đặc hiệu và chọn lọc thông qua hoạt hóa (được gọi là đồng vận) các thụ thể chất gây nghiện đặc biệt là thụ thể μ có ở tủy sống và các trung tâm thần kinh trên tủy khác. Bởi vậy, morphine và các opiat khác được gọi là thuốc giảm đau trung ương.
- Nếu các thuốc gây ngủ (như barbituric) làm tất cả các trung khu của vỏ não đều bị ức chế nên khi bệnh nhân ngủ thì đau giảm, thì với morphine những trung khu ở vỏ não vẫn hoạt động, nhưng cảm giác đau mất chứng tỏ tác dụng giảm đau của morphine là chọn lọc.

Liều morphine có tác dụng giảm đau tốt nhất là 10 mg/70 kg, nếu tăng liều thì tác dụng giảm đau cũng không tăng. Tác dụng giảm đau được tăng cường bởi thuốc an thần.
Ngoài tác dụng giảm đau, tác dụng đồng vận của thụ thể μ giải thích các đặc điểm dược lý khác là nguồn gốc của các tác dụng không mong muốn sau đây:

### Tác dụng gây ngủ
Tác dụng an thần gây ngủ của morphin chỉ rõ khi dụng liều thấp hơn liều giảm đau và chỉ rõ ở người cao tuổi. Thuốc ít gây buồn ngủ ở người trẻ tuổi. Ngược lại có nhiều trường hợp lại thấy bồn chồn, bứt rứt, thậm chí nếu dùng liều cao cho trẻ em có thể gây co giật

### Tác dụng gây khoái cảm
Với liều điều trị, morphine tạo ra một cảm giác lâng lâng, khoái cảm, lạc quan, yêu đời, nhìn màu sắc thấy đẹp, nghe tiếng động thấy dễ chịu, mất cảm giác đói, hết buồn rầu sợ hãi.

### Tác dụng trên hô hấp
- Liều thấp gây kích thích hô hấp.
- Liều cao hơn thì ức chế hô hấp gây thở chậm và sâu. Với liều cao morphine gây ra thở kiểu Cheyne-Stokes hoặc làm liệt hoàn toàn hô hấp. Tình trạng ức chế hô hấp làm CO2 trong máu tăng dẫn đến nhiễm toan hô hấp và giảm bão hòa O2 máu não làm giãn mạch não và gây tăng áp lực sọ não.
- Với trẻ sơ sinh và nhũ nhi, trung khu hô hấp rất nhạy cảm với morphine, hơn nữa morphine lại qua được hàng rào rau thai và hàng rào máu não ảnh hưởng đến hệ nội tiết với trục dưới đồi - tuyến yên, gây tác hại đến sự phát triển, trưởng thành và thích nghi của trẻ. Vì vậy phụ nữ có thai và trẻ em tuyệt đối không được dùng morphine và các opiat khác.
- Morphine còn gây ức chế trung khu ho, nhưng không mạnh bằng một số dẫn xuất khác như codein, codethylin, pholcodin, dextromethorphan... Tác dụng làm co phế quản của morphine được tăng cường bởi thuốc phong tỏa β (như propranolol).

### Các tác dụng khác
- Kích thích trung khu nôn gây nôn.
- Kích thích khung khu Vagus và dây III gây chậm nhịp tim, co đồng tử.
- Kích thích trung khu mất nhiệt gây hạ thân nhiệt.
- Tăng thải ADH, ACTH, FSH, TSH, LH, LT.
- Ức chế nhẹ lên tim, giảm nhịp tim.
- Liều cao làm hạ huyết áp do ức chế trung khu vận mạch, nhưng liều điều trị thì không ảnh hưởng.
- Trên cơ trơn: do hoạt hóa thụ thể μ của ống tiêu hóa nên Morphin làm giảm nhu động ruột già, giảm tiết dịch tiêu hóa, tăng trương lực cơ gây co các cơ thắt như: cơ oddi, cơ vòng môn vị, cơ thắt hồi manh tràng, cơ thắt hậu môn, cơ vòng bàng quang... nên gây táo bón, bí đái. Vì vậy khi dùng morphine phải phối hợp với atropin để giãn cơ vòng.
- Bài tiết: làm giảm tiết dịch, giảm tiết niệu, tăng tiết mồ hôi.
- Chuyển hóa: làm giảm oxy hóa, gây tích lũy acid trong máu, giảm dự trữ kiềm, người nghiện mặt bị phù, móng tay và môi thâm tím.

## Chỉ định
- Giảm đau trong các đau cấp dữ dội như đau do chấn thương, do ung thư, đau sau phẫu thuật.
- Chống shock (do chấn thương, sau khi đẻ, hoặc do tiêm thuốc...)
- Hen tim, phù phổi cấp thể nhẹ và vừa.
- Tiền mê trước phẫu thuật.
- Làm dễ thở trong suy tim.
- Giảm ho, chữa khái huyết do morphine làm co mao quản.
- Rối loạn thần kinh: vật vã, mê sảng...
- Chống đi lỏng (thường dùng chế phẩm của [[thuốc phiện]Đặc biệt rất tốt Cao Opi - Opizoic_Hiện đã không dùng]).

### Chống chỉ định
- Trẻ em dưới 5 tuổi, phụ nữ có thai tuyệt đối không dùng.
- Chức năng hô hấp bị suy giảm.
- Thương tổn ở đầu và mổ sọ não.
- Hen phế quản.
- Phù phổi cấp thể nặng có thở Cheyne-Stokes.
- Các bệnh gan thận mạn tính.
- Ngộ độc rượu, thuốc ngủ, CO2 và những thuốc ức chế hô hấp khác.

## Nhiễm độc Morphine

### Cấp tính
Biểu hiện qua các giai đoạn:
- Giai đoạn đầu kích thích ngắn: nhức đầu, chóng mặt, nóng ran, miệng khô, mạch nhanh, nôn.
- Giai đoạn sau bệnh nhân ngủ sâu, co đồng tử, không phản ứng với ánh sáng, thở Cheyne-Stokes.
- Giai đoạn cuối: ngạt thở, vã mồ hôi lạnh, giãn đồng tử, trụy tim mạch, rồi chết.

Điều trị: Rửa dạ dày (nếu ngộ độc đường tiêu hóa) có thể tẩy bằng Natri sunfat. Giải độc bằng atropin sulphat 1/2mg/lần.

### Mạn tính
Dùng morphine và các opiat khác lâu ngày sẽ gây nghiện:
- Triệu chứng: táo bón, co đồng tử, thiếu máu, chán ăn sút cân, mất ngủ, già trước tuổi, hay ngủ gà, ngáp vặt, giảm sức đề kháng nên dễ mắc bệnh nhiễm trùng, truyền nhiễm.
- Khi cai nghiện hoặc khi lên cơn nghiện: vật vã kích thích, vã mồ hôi lạnh, sùi bọt mép, nôn, đi lỏng, rối loạn tuần hoàn, đau thắt ngực.
- Cơ chế gây nghiện: Trong cơ thể bình thường có một lượng nhỏ morphine nội sinh (endorphine) là các enkephalin. Chất này khi kết hợp với receptor morphinic có tác dụng ức chế giải phóng một số chất trung gian hóa học làm ức chế men adenyl cyclase làm giảm tổng hợp AMP vòng trong tế bào, ngay sau khi enkephalin kết hợp với receptor thì bị phân hủy nhanh chóng nên không gây quen thuốc.

Khi dùng các morphine ngoại sinh thường xuyên, morphine tranh chấp với enkephalin để kết hợp với receptor morphinic như một chất chủ vận nhưng không bị phá hủy nhanh như enkephalin. Những tác động thường xuyên và đều đều của morphine lên receptor làm receptor giảm dần đáp ứng, lúc đó cần tăng liều thuốc để tạo nên đáp ứng mạnh như cũ, đó là hiện tượng quen thuốc. Kết quả là men adenyl cyclase bị ức chế trầm trọng làm lượng AMP vòng giảm nhiều. Khi đó cơ thể phản ứng lại bằng cách tăng sản xuất men adenyl cyclase, đến mức độ nào đó cân bằng với lượng morphine đưa vào thì gây ra trạng thái nghiện.
Khi ngừng đưa thuốc đột ngột, morphine biến khỏi cơ thể, nhưng receptor vẫn giữ thói quen đáp ứng với nồng độ thuốc cao, lúc này các enkephalin nội sinh thay thế không thoả mãn được nhu cầu của receptor, hậu quả là không còn ức chế được sự bài tiết những chất trung gian hóa học như trên nữa nên xuất hiện tình trạng kích thích bất thường bắt gặp ở người cai nghiện.

### Các dẫn xuất của morphine
Các dẫn xuất của morphine liên quan mật thiết với cấu tạo:
- Nhóm phenol ở vị trí 3: nếu alkyl hóa nhóm này như codein (methylmorphine), dionin (ethylmorphine), thì tác dụng giảm đau gây nghiện giảm đi. Nếu nhóm phenol này bị esther hóa như acethylmorphine thì tác dụng tăng lên.
- Nhóm rượu ở vị trí số 6: nếu bị khử H để cho nhóm ceton như hydro-morphine, hoặc bị hóa esther thì tác dụng giảm đau và độc tính tăng lên, nhưng thời gian tác dụng giảm đi.
- Nếu cả hai nhóm này đều bị acetyl hóa thì tác dụng giảm đau gây nghiện sẽ tăng mạnh, ví dụ heroin (diacetylmorphine) là chất ma tuý mạnh không thể cai nghiện được.

## Opiat tổng hợp
Là các thuốc tổng hợp có tác dụng gần giống morphine, nên gọi là opiat. Các thuốc này cùng với morphine có hiện tượng quen thuốc chéo, tức là người nghiện thuốc này cũng có thể dùng thay thế bằng các thuốc khác.
Trong cấu trúc của morphine, phần quyết định tác dụng dược lý của morphine là:
- Nhân thơm.
- Nhân piperidin.
- Nhân thơm nối với chức amin bậc 3 bởi chuỗi ba carbon.

Như vậy cái xương sống quyết định tác dụng morphinic của opiat được trình bày đơn giản như sau (Hình):

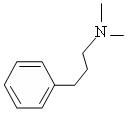
Xương sống quyết định tác dụng morphinic

Trên cơ sở ấy người ta đã tổng hợp được nhiều loại opiat có tác dụng trội hơn morphine trong khi giảm được nhiều tác dụng phụ. Dựa trên ái lực của thuốc đối với các thụ thể morphin, chia thành 3 nhóm như sau:

### Thuốc chủ vận hoàn toàn (giống morphin)
Thuốc chủ vận hoàn toàn như morphin, tức là khi tăng liều có thể đạt được hiệu quả tối đa:

#### Pethidin (Dolargan, Dolosal)
Giảm đau kém morphine 6-10 lần, ít độc hơn 3 lần, ít gây nôn, ít gây táo bón, không gây giảm ho, tác dụng chống co thắt ruột và cơ trơn như atropin và papaverin. áp dụng điều trị như morphine, hay dùng trong tiền mê và đau sau mổ.

#### Fentanyl
Mạnh hơn morphine 100 lần, tác dụng giảm đau đạt mức cao nhất sau khi tiêm tĩnh mạch 0,1-0,5 mg 2-3 phút, tác dụng kéo dài 30 phút. Trước đó, dùng atropin để ngăn cản tác dụng kích thích phó giao cảm. Nếu fentanyl gây ức chế hô hấp thì dùng naloxon để đối kháng.

#### Sufentanyl
Mạnh hơn morphine 500 lần.

#### Phenoperidin
Tác dụng của bộ 3 phenoperidin, fentanyl và sufentanyl rất mạnh, đến nhanh, mất tác dụng cũng nhanh, do những thuốc này vượt qua hang rào máu não rất tốt, tan mạnh trong lipid.

#### Methadon
An thần, giảm ho, giảm đau mạnh, ít gây táo bón. Dùng để "chữa ngộ độc" heroin, vì nếu nghiện methadon sẽ ít bị ràng buộc, ít bị làm suy yếu hơn heroin.

#### Dextromoramid
Là dẫn xuất của methadon, tác dụng giảm đau mạnh hơn morphine, nhưng nhanh hết hơn morphine. Uống hoặc tiêm bắp 5–20 mg mỗi ngày. Có thể làm hạ huyết áp, dễ gây nghiện.

#### Levorphanol
Là đồng phân tả tuyền, giảm đau mạnh. Loại hữu tuyền là dextrophan, không gây ngủ, không giảm đau, không gây nghiện nhưng giảm ho mạnh. Dẫn xuất methyl của dextrophan là dextromethorphan dùng giảm ho.

#### Dextropropoxyphene và codein
Là 2 thuốc thuộc nhóm opiat có tác dụng giảm đau ở mức độ trung gian giữa morphine và nhóm giảm đau non-steroid, nhưng không gây nghiện nên được sử dụng rộng rãi trong điều trị. Các thuốc này ít được sử dụng đơn độc mà thường được phối hợp với paracetamol, sự phối hợp này mang lại tác dụng hiệp đồng tối ưu, được chỉ định trong các chứng đau mức độ vừa phải như: Đau do viêm thấp khớp, đau dây thần kinh ngoại vi, đau lưng, đau đầu hoặc đau nửa đầu, đau do gãy xương...

### Thuốc chủ vận từng phần
Đay là thế hệ opiat mới, nằm giữa loại opi yếu (như codein) và loại mạnh (như morphin). Thuốc có hai mặt tác dụng: dương tính (chủ vận) và âm tính (đối vận), do đó hiệu quả của thuốc này có giới hạn (gọi là hiệu ứng trần) nghĩa là nếu tăng liều đến giới hạn nào đó thì hiệu quả giảm đau sẽ không tăng nữa. Thuốc nhóm này ít gây nghiện, có thể điều trị lâu dài. Bao gồm các thuốc sau:

#### Pentazoxin (Fortal)
Trong cấu trúc có nhiều điểm giống morphine, nhưng chuỗi thẳng có N ở đây là dimethylalyl. Tác dụng giảm đau như morphine, nhưng vì chuỗi thẳng đã thay đổi nên không còn gây khoái cảm nữa và cũng không gây nghiện, do đó đây là thuốc giảm đau lý tưởng trong nhóm opiat.
Tác dụng phụ: buồn nôn, nôn, liều cao ức chế trung khu hô hấp, nalorphin không chữa được ngộ độc pentazoxin.

#### Buprenorphin
Thuốc chiếm chỗ ở thụ thể morphin nhưng không gây nghiện, tác dụng giảm đau mạnh hơn morphon 50 lần, kéo dài từ 6-8 giờ. 
Biệt dược Temgesic viên đặt dưới lưỡi 0,2 mg, ống tiêm 1ml/0,3 mg. Dùng trong các chứng đau vừa và nặng như đau sau mổ, đau do ung thư, do bệnh thận, đau do nhồi máu cơ tim. 

#### Nalbuphin (Nubain)
Giảm đau ngang morphin, chỉ dùng đường tiêm. ống tiêm 2ml-20 mg tiêm dưới da, bắp thịt hay tĩnh mạch, liều dùng 1 ống mỗi 3-6 giờ.

### Thuốc đối vận
Là những thuốc đối kháng với morphine và các opiat khác do tranh chấp ở cùng receptor morphinic với ái lực mạnh hơn nhưng hiệu lực lại yếu hơn opiat. Vì vậy gọi là đối kháng là chưa hoàn toàn chính xác, thực ra là chất chủ vận từng phần hay đối vận. Chất đối vận (như Naloxon) khi được cố định trên thụ thể sẽ không hoạt hóa thụ thể này mà còn ngăn một loại thuốc chủ vận tác động vào, qua đó những thuốc này làm mất một số tác dụng chủ yếu của opiat (giảm đau, ức chế hô hấp, co đồng tử...) và làm mất những triệu chứng gặp khi cai nghiện.

#### Nalorphin
Đối kháng một phần với tác dụng của morphine và các do opiat khác gây nên như: làm mất hiện tượng ức chế hô hấp, an thần, co đồng tử, gây sảng khoái. Dùng nalorphin chưa ngộ độc opiat cấp và mạn, tiêm tĩnh mạch 5–10 mg.

#### Naloxon hydroclorid
Là thuốc đối kháng thực sự với opiat. Tiêm tĩnh mạch, dưới da, hoặc tiêm bắp. 

#### Natrexon
Đối kháng với opiat mạnh hơn naloxon nhiều, dùng đường uống.
Các thuốc khác như: Levalorphan, Cyclazoxxin, Cyprenorphin.

#### Thuốc khác
Levalorphan, Cyclazoxin, cyprenorphin.